# 王冠隐绵蟹
王冠隐绵蟹（学名：Cryptodromia coronata）为绵蟹科隐绵蟹属的动物。分布于日本、安汶岛、萨摩亚群岛、弗洛雷斯、苏禄海、新几内亚及罗蒂岛以及中国大陆的西沙群岛等地，生活环境为海水，主要生活于珊瑚礁中以及与海绵共栖。